# 刘建宏
刘建宏（1968年9月—），河北石家庄人，前中国中央电视台足球评论员，主持中国中央电视台体育频道每周四晚的《足球之夜》节目，经常担任世界杯CCTV直播的解说员。风格中庸、保守。北京时间8月26日下午，乐视体育召开上半场“要红”暨内容战略发布会，正式宣布前央视主持人刘建宏加盟乐视体育。

## 生平
1968年出生于河北省石家庄市获鹿县（今鹿泉区）石井乡栈道村，小学随父母来到石家庄市区，小学和初中就读于石家庄化肥厂（今石家庄化肥集团有限责任公司）子弟学校（今石家庄市第八十二中学），高中就读于石家庄市第一中学。1986年考入中国人民大学新闻系，就读广播电视专业。
1990年大学毕业，在石家庄电视台工作。1996年3月转职中央电视台足球之夜栏目，但一直没有正式编制。2002年，刘建宏在解说韩日世界杯时，对东道主韩国队先后淘汰西班牙队和意大利队两支传统劲旅提出质疑，称“这不是亚洲足球的光荣”，讽刺裁判过于明显的“主场哨”，遭到韩国驻华大使馆投诉。央视领导要求体育中心处理此事，体育中心主任趁机将刘建宏正式调入央视，方便进行“管束”。2004年，刘建宏在解说亚洲杯时再次遭遇韩国大使馆投诉“不尊重韩国运动员”，原因是他在比赛结束时说“韩国队被伊朗队灭了，找地方出气而已”。
2014年8月，转职于乐视体育。